# Pinsac
Pinsac est une commune française, située dans le nord du département du Lot en région Occitanie. Elle fait partie du pays de la Vallée de la Dordogne lotoise.
Elle est également dans le causse de Martel, une région naturelle constituant le plus septentrional des quatre causses du Quercy, entre Limousin, vallées de la Tourmente et de la Dordogne.
Exposée à un climat océanique altéré, elle est drainée par la Dordogne et par divers autres petits cours d'eau. Incluse dans le bassin de la Dordogne, la commune possède un patrimoine naturel remarquable : un site Natura 2000 (la « vallée de la Dordogne quercynoise »), trois espaces protégés (le « cours lotois de la Dordogne » et les « falaises lotoises (rapaces) »l'« îlôt de Combe Negre ») et trois zones naturelles d'intérêt écologique, faunistique et floristique.
Pinsac est une commune rurale qui compte 771 habitants en 2022, après avoir connu une forte hausse de la population depuis 1975.  Elle fait partie de l'aire d'attraction de Souillac. Ses habitants sont appelés les Pinsaguais ou  Pinsaguaises.

## Géographie
La commune de Pinsac, dans l'aire d'attraction de Souillac, est baignée par la Dordogne. Le bourg et la plus grande partie de la commune se trouvent sur la rive droite de la rivière, mais la limite communale déborde en rive gauche en face de Blanzaguet (île de la Borgne), près de Lacave, et surtout au village du Bastit.
L'autoroute A20 traverse la commune entre le bourg et Terregaie par le viaduc de la Dordogne mis en service en 2000.

### Communes limitrophes
Les communes limitrophes sont  Calès, Lacave, Lanzac, Loupiac, Mayrac, Saint-Sozy et Souillac.
|         | Souillac | Mayrac (sur 15 m) |
| Lanzac  | Pinsac   | Saint-Sozy        |
| Loupiac | Calès    | Lacave            |

### Hameaux et lieux-dits
Les principaux hameaux de la commune sont :
- Blanzaguet (à l'est, sur le causse de Martel dominant la Dordogne) : chapelle, cimetière, grotte du Barthas[2].
- Le Bastit (au sud-est, sur la rive gauche de la Dordogne) : château, chapelle, cimetière.
- Terregaie (à l'ouest, sur la route de Souillac).

Autres lieux habités : Pomarède, Gabalès, Bournet, Mas del Pech, Mas Lacroix, etc.

### Climat
Pour des articles plus généraux, voir Climat de l'Occitanie et Climat du Lot.
En 2010, le climat de la commune est de type climat du Bassin du Sud-Ouest, selon une étude s'appuyant sur une série de données couvrant la période 1971-2000. En 2020, Météo-France publie une typologie des climats de la France métropolitaine dans laquelle la commune est exposée à un climat océanique altéré et est dans la région climatique Ouest et nord-ouest du Massif Central, caractérisée par une pluviométrie annuelle de 900 à 1 500 mm, maximale en automne et en hiver.
Pour la période 1971-2000, la température annuelle moyenne est de 12,9 °C, avec une amplitude thermique annuelle de 15,7 °C. Le cumul annuel moyen de précipitations est de 873 mm, avec 11,3 jours de précipitations en janvier et 6,7 jours en juillet. Pour la période 1991-2020, la température moyenne annuelle observée sur la station météorologique la plus proche, située sur la commune de Gourdon à 17 km à vol d'oiseau, est de 13,1 °C et le cumul annuel moyen de précipitations est de 823,0 mm,. Pour l'avenir, les paramètres climatiques de la commune estimés pour 2050 selon différents scénarios d’émission de gaz à effet de serre sont consultables sur un site dédié publié par Météo-France en novembre 2022.

### Milieux naturels et biodiversité

#### Espaces protégés
La protection réglementaire est le mode d’intervention le plus fort pour préserver des espaces naturels remarquables et leur biodiversité associée,.
La commune fait partie du bassin de la Dordogne, un territoire  reconnu réserve de biosphère par l'UNESCO en juillet 2012,.
Trois autres espaces protégés sont présents sur la commune : 
- le « cours lotois de la Dordogne », objet d'un arrêté de protection de biotope, d'une superficie de 569,6 ha[13] ;
- les « falaises lotoises (rapaces) », objet d'un arrêté de protection de biotope, d'une superficie de 6,6 ha[14] ;
- l'« îlôt de Combe Negre », un terrain acquis (ou assimilé) par un conservatoire d'espaces naturels, d'une superficie de 11,2 ha[15].

#### Réseau Natura 2000

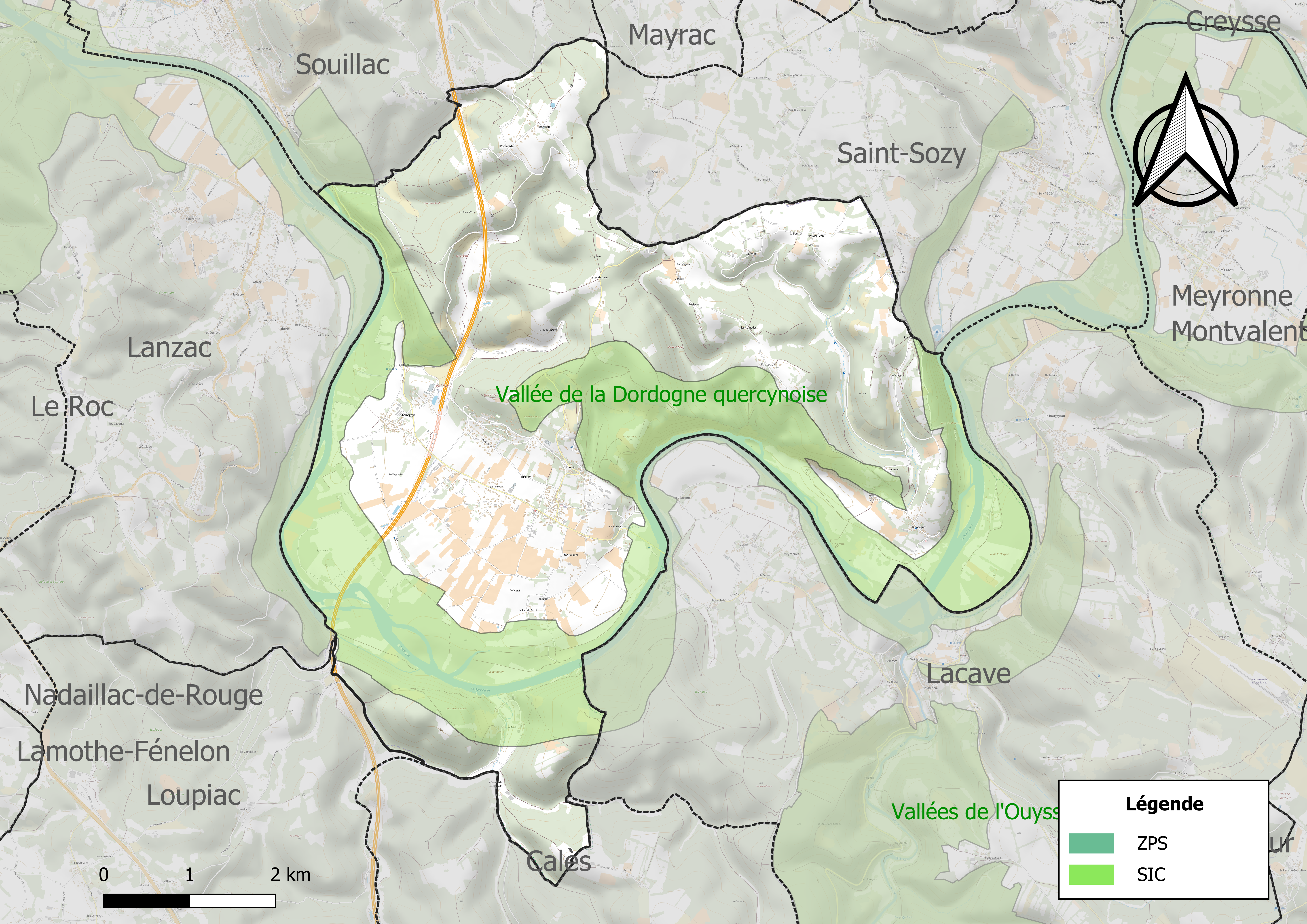
Site Natura 2000 sur le territoire communal.

Le réseau Natura 2000 est un réseau écologique européen de sites naturels d'intérêt écologique élaboré à partir des directives habitats et oiseaux, constitué de zones spéciales de conservation (ZSC) et de zones de protection spéciale (ZPS).
Un site Natura 2000 a été défini sur la commune au titre de la directive habitats : la « vallée de la Dordogne quercynoise », d'une superficie de 5 567 ha, qui présente des milieux aquatiques d'intérêt majeur et de un important éventail des milieux alluviaux qui abritent, outre un nombre significatif d'espèces de l'annexe II, de nombreuses espèces localisées à rares aux niveaux régional ou national.

#### Zones naturelles d'intérêt écologique, faunistique et floristique
L’inventaire des zones naturelles d'intérêt écologique, faunistique et floristique (ZNIEFF) a pour objectif de réaliser une couverture des zones les plus intéressantes sur le plan écologique, essentiellement dans la perspective d’améliorer la connaissance du patrimoine naturel national et de fournir aux différents décideurs un outil d’aide à la prise en compte de l’environnement dans l’aménagement du territoire.
Deux ZNIEFF de type 1 sont recensées sur la commune :
- « la Dordogne quercynoise » (2 081 ha), couvrant 24 communes dont deux en Corrèze, deux en Dordogne et vingt dans le Lot[20], qui comprend de nombreuses espèces déterminantes (soixante-six  animales et cinquante végétales) ;
- le « pech et pentes forestières de Pinsac » (169 ha)[21]

et une ZNIEFF de type 2, : 
la « vallée de la Dordogne quercynoise » (8 758 ha), couvrant 28 communes : deux en Corrèze, deux en Dordogne et vingt-quatre dans le Lot.

Cartes des ZNIEFF de type 1 et 2 à Pinsac.
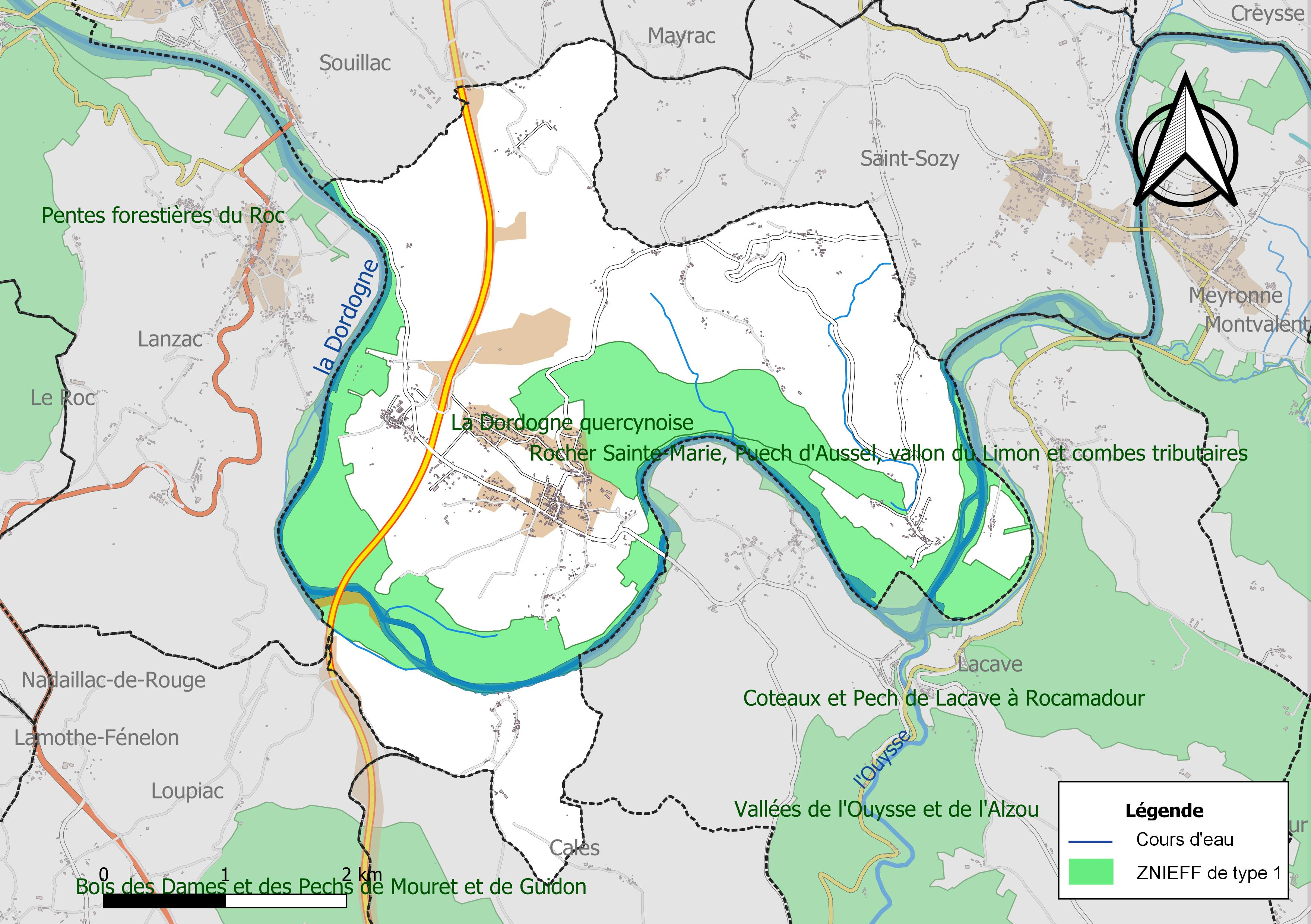
Carte des ZNIEFF de type 1 sur la commune.
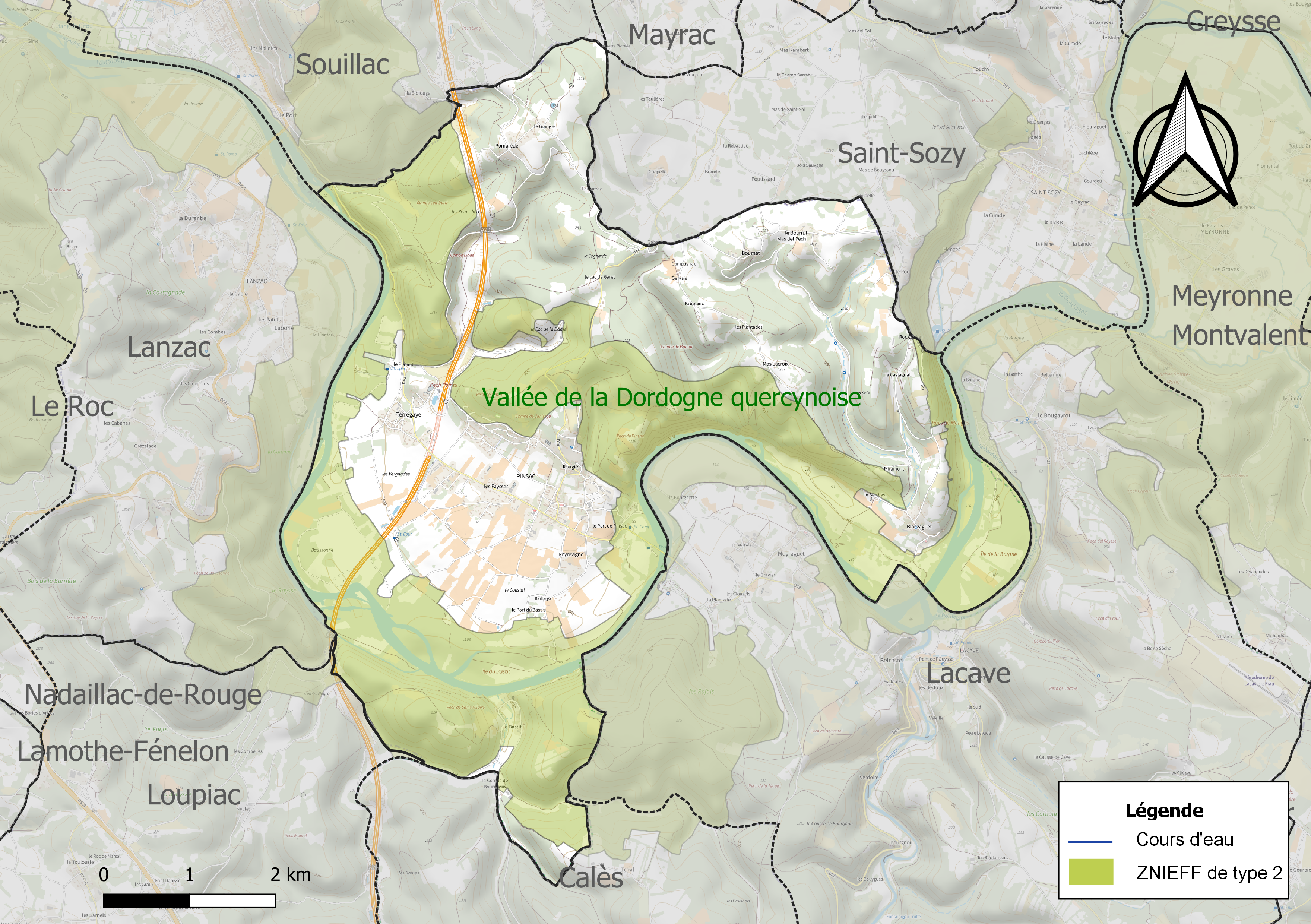
Carte de la ZNIEFF de type 2 sur la commune.

## Urbanisme

### Typologie
Au 1er janvier 2024, Pinsac est catégorisée commune rurale à habitat dispersé, selon la nouvelle grille communale de densité à sept niveaux définie par l'Insee en 2022.
Elle est située hors unité urbaine. Par ailleurs la commune fait partie de l'aire d'attraction de Souillac, dont elle est une commune de la couronne,. Cette aire, qui regroupe 11 communes, est catégorisée dans les aires de moins de 50 000 habitants,.

### Occupation des sols
L'occupation des sols de la commune, telle qu'elle ressort de la base de données européenne d’occupation biophysique des sols Corine Land Cover (CLC), est marquée par l'importance des forêts et milieux semi-naturels (45,9 % en 2018), en diminution par rapport à 1990 (49,1 %). La répartition détaillée en 2018 est la suivante : 
forêts (41,9 %), zones agricoles hétérogènes (30,4 %), prairies (9,7 %), eaux continentales (7,8 %), milieux à végétation arbustive et/ou herbacée (4 %), zones urbanisées (3,1 %), zones industrielles ou commerciales et réseaux de communication (1,9 %), mines, décharges et chantiers (1,3 %). L'évolution de l’occupation des sols de la commune et de ses infrastructures peut être observée sur les différentes représentations cartographiques du territoire : la carte de Cassini (XVIIIe siècle), la carte d'état-major (1820-1866) et les cartes ou photos aériennes de l'IGN pour la période actuelle (1950 à aujourd'hui).

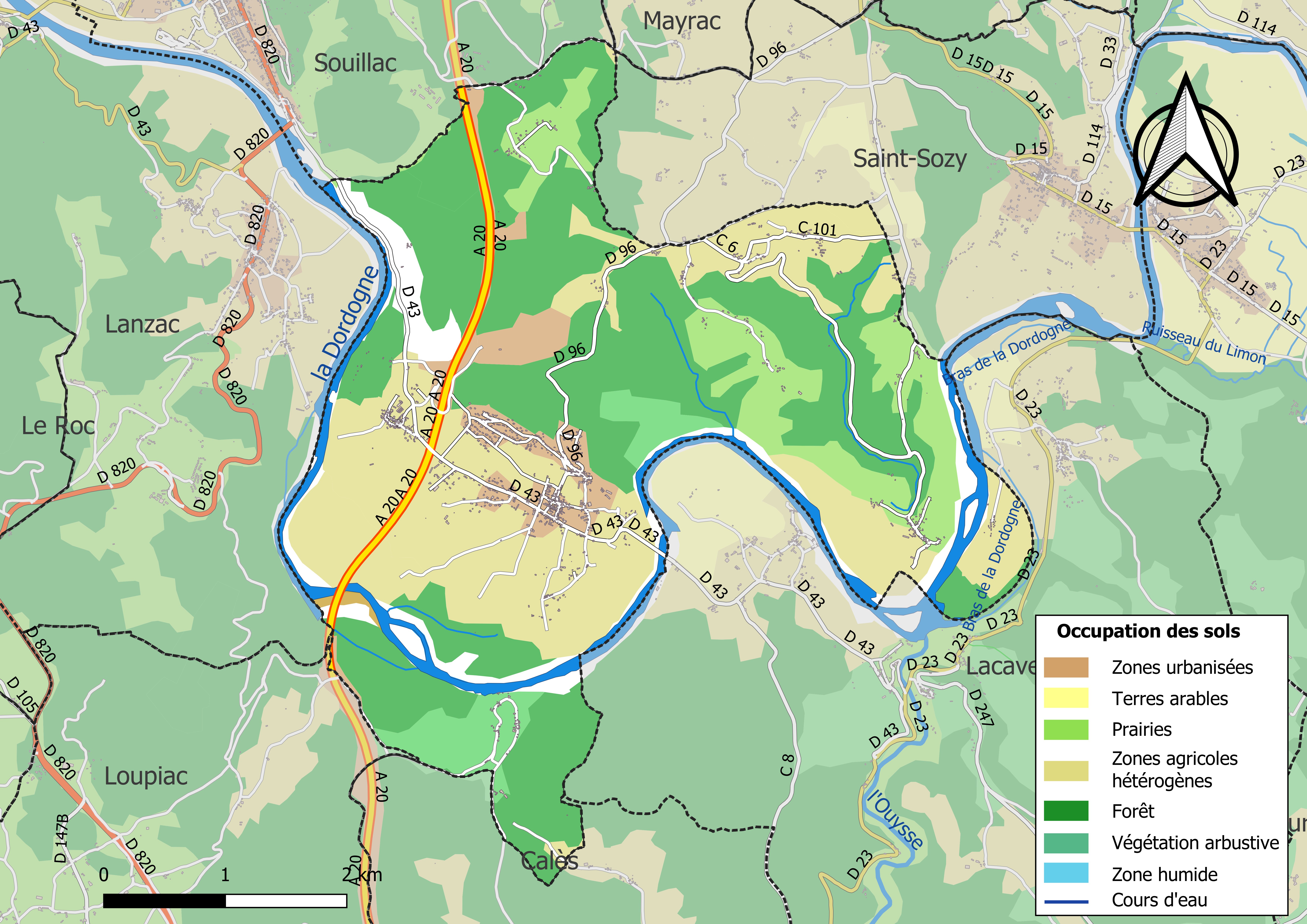
Carte des infrastructures et de l'occupation des sols de la commune en 2018 (CLC).

### Risques majeurs
Le territoire de la commune de Pinsac est vulnérable à différents aléas naturels : météorologiques (tempête, orage, neige, grand froid, canicule ou sécheresse), inondations, feux de forêts, mouvements de terrains et séisme (sismicité très faible). Il est également exposé à deux risques technologiques,  le transport de matières dangereuses et la rupture d'un barrage. Un site publié par le BRGM permet d'évaluer simplement et rapidement les risques d'un bien localisé soit par son adresse soit par le numéro de sa parcelle.

#### Risques naturels
Certaines parties du territoire communal sont susceptibles d’être affectées par le risque d’inondation par débordement de cours d'eau, notamment la Dordogne. La cartographie des zones inondables en ex-Midi-Pyrénées réalisée dans le cadre du XIe Contrat de plan État-région, visant à informer les citoyens et les décideurs sur le risque d’inondation, est accessible sur le site de la DREAL Occitanie. La commune a été reconnue en état de catastrophe naturelle au titre des dommages causés par les inondations et coulées de boue survenues en 1982, 1983, 1989, 1992, 1993, 1996, 1999, 2010 et 2021,.
Pinsac est exposée au risque de feu de forêt. Un plan départemental de protection des forêts contre les incendies a été approuvé par arrêté préfectoral le 30 novembre 2015 pour la période 2015-2025. Les propriétaires doivent ainsi couper les broussailles, les arbustes et les branches basses sur une profondeur de 50 mètres, aux abords des constructions, chantiers, travaux et installations de toute nature, situées à moins de 200 mètres de terrains en nature
de bois, forêts, plantations, reboisements, landes ou friches. Le brûlage des déchets issus de l’entretien des parcs et jardins des ménages et des collectivités est interdit. L’écobuage est également interdit, ainsi que les feux de type méchouis et barbecues, à l’exception de ceux prévus dans des installations fixes (non situées sous couvert d'arbres) constituant une dépendance d'habitation.

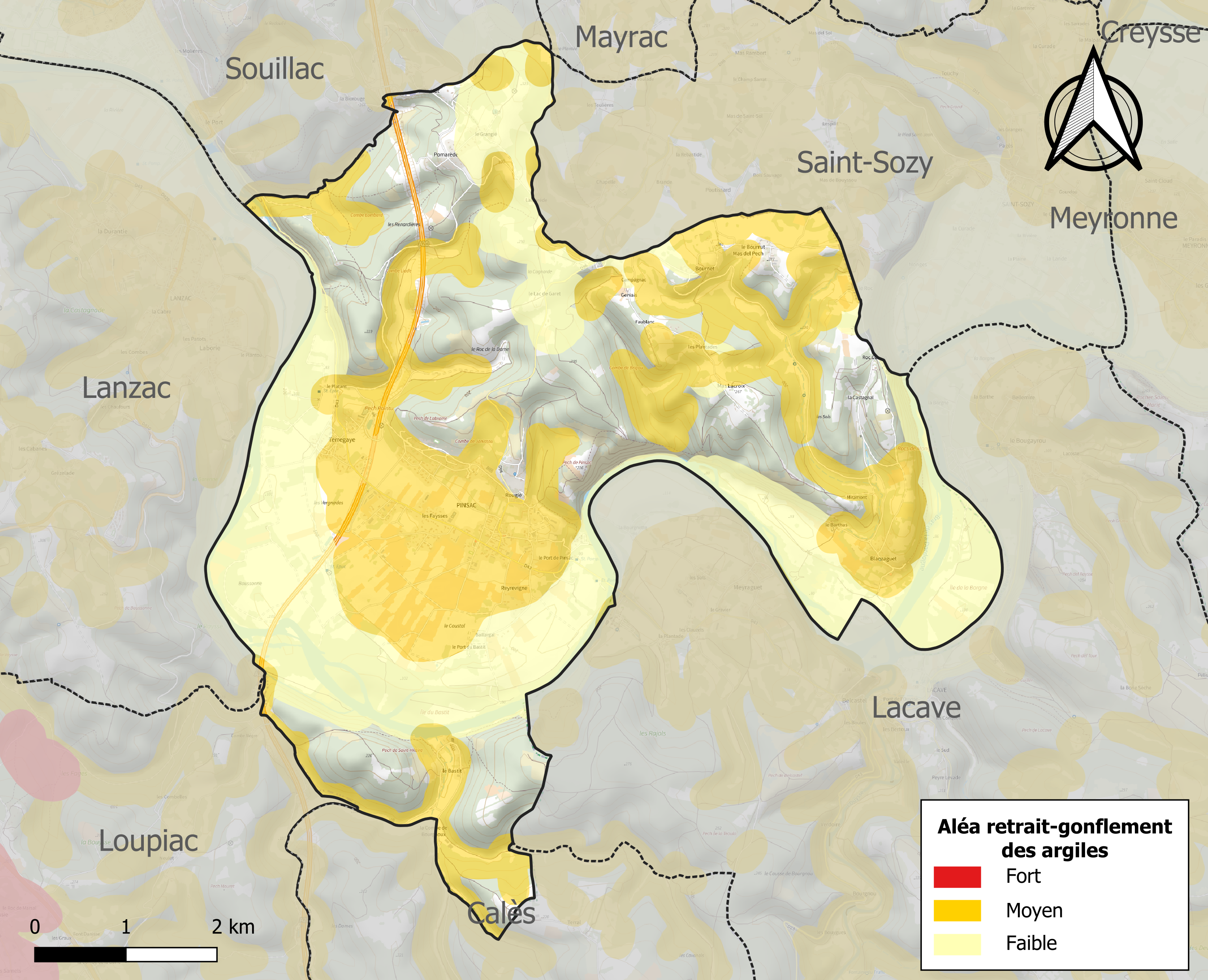
Carte des zones d'aléa retrait-gonflement des sols argileux de Pinsac.

Les mouvements de terrains susceptibles de se produire sur la commune sont des affaissements et effondrements liés aux cavités souterraines (hors mines), des éboulements, chutes de pierres et de blocs, des glissements de terrain et des tassements différentiels. Par ailleurs, afin de mieux appréhender le risque d’affaissement de terrain, l'inventaire national des cavités souterraines permet de localiser celles situées sur la commune.
Le retrait-gonflement des sols argileux est susceptible d'engendrer des dommages importants aux bâtiments en cas d’alternance de périodes de sécheresse et de pluie. 39,6 % de la superficie communale est en aléa moyen ou fort (67,7 % au niveau départemental et 48,5 % au niveau national). Sur les 475 bâtiments dénombrés sur la commune en 2019, 349 sont en aléa moyen ou fort, soit 73 %, à comparer aux 72 % au niveau départemental et 54 % au niveau national. Une cartographie de l'exposition du territoire national au retrait gonflement des sols argileux est disponible sur le site du BRGM,.
Par ailleurs, afin de mieux appréhender le risque d’affaissement de terrain, l'inventaire national des cavités souterraines permet de localiser celles situées sur la commune.
Concernant les mouvements de terrains, la commune a été reconnue en état de catastrophe naturelle au titre des dommages causés par la sécheresse en 2005 et par des mouvements de terrain en 1999.

#### Risques technologiques
Le risque de transport de matières dangereuses sur la commune est lié à sa traversée par une route à fort trafic. Un accident se produisant sur une telle infrastructure est susceptible d’avoir des effets graves sur les biens, les personnes ou l'environnement, selon la nature du matériau transporté. Des dispositions d’urbanisme peuvent être préconisées en conséquence.
La commune est en outre située en aval des barrages de Saint-Étienne-Cantalès et de Bort-les-Orgues, des ouvrages de classe A disposant d'une retenue de respectivement 133 millions et 477 millions de mètres cubes,. À ce titre elle est susceptible d’être touchée par l’onde de submersion consécutive à la rupture d'un de ces ouvrages.

## Toponymie
Le toponyme Pinsac, d'origine gallo-romaine, est basé sur un anthroponyme Pincius. La terminaison -ac est issue du suffixe gaulois -acon (lui-même du celtique commun *-āko-), souvent latinisé en -acum dans les textes.

## Politique et administration
| Période                                  | Période      | Identité                                | Étiquette | Qualité                  |
| ---------------------------------------- | ------------ | --------------------------------------- | --------- | ------------------------ |
| 1792                                     | 1794         | Antoine Maure                           |           |                          |
| 1795                                     | 1796         | Pierre Delmas                           |           |                          |
| 1797                                     | 1826         | Guillaume Bordes                        |           |                          |
| 1826                                     | 1830         | Jean Pierre Cardaillac (de)             |           |                          |
| 1830                                     | 1836         | Pierre Dufour                           |           |                          |
| 1836                                     | 1848         | Jean Pierre Gardette                    |           |                          |
| 1848                                     | 1858         | Marc Parry                              |           |                          |
| 1858                                     | 1871         | Antoine Mouraud                         |           |                          |
| 1871                                     | 1876         | Etienne Roche                           |           |                          |
| 1876                                     | 1880         | Antoine Mouraud                         |           |                          |
| 1880                                     | 1884         | Martin Delpech                          |           |                          |
| 1884                                     | 1886         | Pierre Bordes                           |           |                          |
| 1886                                     | 1892         | Bertrand Jarrige                        |           |                          |
| 1892                                     | 1896         | René Bordes                             |           |                          |
| 1896                                     | 1903         | Martin Bordes                           |           |                          |
| 1955                                     | 1971         | Théophile Chassaing (Étienne Théophile) |           |                          |
| avant 1981                               | ?            | Gabriel Arliguié                        |           |                          |
| 1995                                     | juillet 2017 | Philippe Mouraud                        | MDC-PS    |                          |
| juillet 2017                             | En cours     | Régis Villepontoux                      | PS        | conseiller départemental |
| Les données manquantes sont à compléter. |              |                                         |           |                          |

## Démographie
L'évolution du nombre d'habitants est connue à travers les recensements de la population effectués dans la commune depuis 1793. Pour les communes de moins de 10 000 habitants, une enquête de recensement portant sur toute la population est réalisée tous les cinq ans, les populations de référence des années intermédiaires étant quant à elles estimées par interpolation ou extrapolation. Pour la commune, le premier recensement exhaustif entrant dans le cadre du nouveau dispositif a été réalisé en 2006.

En 2022, la commune comptait 771 habitants, en évolution de +0,78 % par rapport à 2016 (Lot : +1,31 %, France hors Mayotte : +2,11 %).
| 1793 | 1800 | 1806  | 1821  | 1831  | 1836  | 1841  | 1846  | 1851  |
| ---- | ---- | ----- | ----- | ----- | ----- | ----- | ----- | ----- |
| 557  | 635  | 1 069 | 1 130 | 1 137 | 1 087 | 1 096 | 1 134 | 1 212 |

| 1856  | 1861  | 1866  | 1872  | 1876  | 1881 | 1886 | 1891 | 1896 |
| ----- | ----- | ----- | ----- | ----- | ---- | ---- | ---- | ---- |
| 1 212 | 1 150 | 1 045 | 1 050 | 1 045 | 816  | 777  | 789  | 761  |

| 1901 | 1906 | 1911 | 1921 | 1926 | 1931 | 1936 | 1946 | 1954 |
| ---- | ---- | ---- | ---- | ---- | ---- | ---- | ---- | ---- |
| 750  | 730  | 706  | 574  | 537  | 513  | 502  | 476  | 394  |

| 1962 | 1968 | 1975 | 1982 | 1990 | 1999 | 2006 | 2011 | 2016 |
| ---- | ---- | ---- | ---- | ---- | ---- | ---- | ---- | ---- |
| 375  | 344  | 339  | 384  | 581  | 710  | 720  | 744  | 765  |

| 2021 | 2022 | - | - | - | - | - | - | - |
| ---- | ---- | - | - | - | - | - | - | - |
| 771  | 771  | - | - | - | - | - | - | - |

Au début du XXe siècle, Pinsac comptait 761 habitants.

## Économie

### Revenus
En 2018, la commune compte 336 ménages fiscaux, regroupant 727 personnes. La médiane du revenu disponible par unité de consommation est de 20 840 € (20 740 € dans le département).

### Emploi
|                | 2008  | 2013  | 2018  |
| -------------- | ----- | ----- | ----- |
| Commune        | 3,7 % | 8,4 % | 6,4 % |
| Département    | 7,3 % | 8,9 % | 9,6 % |
| France entière | 8,3 % | 10 %  | 10 %  |

En 2018, la population âgée de 15 à 64 ans s'élève à 446 personnes, parmi lesquelles on compte 73 % d'actifs (66,6 % ayant un emploi et 6,4 % de chômeurs) et 27 % d'inactifs,. Depuis 2008, le taux de chômage communal (au sens du recensement) des 15-64 ans est inférieur à celui de la France et du département.
La commune fait partie de la couronne de l'aire d'attraction de Souillac, du fait qu'au moins 15 % des actifs travaillent dans le pôle,. Elle compte 101 emplois en 2018, contre 88 en 2013 et 79 en 2008. Le nombre d'actifs ayant un emploi résidant dans la commune est de 301, soit un indicateur de concentration d'emploi de 33,5 % et un taux d'activité parmi les 15 ans ou plus de 50,9 %.
Sur ces 301 actifs de 15 ans ou plus ayant un emploi, 80 travaillent dans la commune, soit 27 % des habitants. Pour se rendre au travail, 85,7 % des habitants utilisent un véhicule personnel ou de fonction à quatre roues, 1,7 % les transports en commun, 2,3 % s'y rendent en deux-roues, à vélo ou à pied et 10,3 % n'ont pas besoin de transport (travail au domicile).

### Activités hors agriculture

#### Secteurs d'activités
45 établissements sont implantés  à Pinsac au 31 décembre 2019. Le tableau ci-dessous en détaille le nombre par secteur d'activité et compare les ratios avec ceux du département,.
| Secteur d'activité                                                                                        | Commune | Commune | Département |
| Secteur d'activité                                                                                        | Nombre  | %       | %           |
| --- | ------- | ------- | ----------- |
| Ensemble                                                                                                  | 45      |         |             |
| Industrie manufacturière, industries extractives et autres                                                | 8       | 17,8 %  | (14 %)      |
| Construction                                                                                              | 6       | 13,3 %  | (13,9 %)    |
| Commerce de gros et de détail, transports, hébergement et restauration                                    | 10      | 22,2 %  | (29,9 %)    |
| Activités financières et d'assurance                                                                      | 1       | 2,2 %   | (2,8 %)     |
| Activités immobilières                                                                                    | 3       | 6,7 %   | (3,5 %)     |
| Activités spécialisées, scientifiques et techniques et activités de services administratifs et de soutien | 12      | 26,7 %  | (13,5 %)    |
| Administration publique, enseignement, santé humaine et action sociale                                    | 1       | 2,2 %   | (12 %)      |
| Autres activités de services                                                                              | 4       | 8,9 %   | (8,7 %)     |

Le secteur des activités spécialisées, scientifiques et techniques et des activités de services administratifs et de soutien est prépondérant sur la commune puisqu'il représente 26,7 % du nombre total d'établissements de la commune (12 sur les 45 entreprises implantées  à Pinsac), contre 13,5 % au niveau départemental.

#### Entreprises et commerces
L'entreprise ayant son siège social sur le territoire communal qui génère le plus de chiffre d'affaires en 2020 est : 
- Sogesta, location et location-bail d'articles de loisirs et de sport (18 k€)

L'équipement en services et commerces de Pinsac est sommaire, appartenant à la gamme minimale et de proximité (alimentation générale, dépôt de pain, café, hôtel, restaurant). La commune est dépendante de son chef-lieu de canton, Souillac.
Elle dispose d'une école maternelle et d'une école primaire, avec 80 élèves environ.
Pinsac compte 32 exploitations agricoles, pour un territoire agricole communal de 598 hectares. La commune fait partie de deux aires d'AOC : Noix du Périgord et Cabécou de Rocamadour.
Une carrière, sur le site du Roc de la Dame, exploite des terrains de l'Oxfordien (Jurassique supérieur).
La commune compte trois campings, participant à l'offre touristique de la vallée de la Dordogne.

### Agriculture
La commune est dans la vallée de la Dordogne », une petite région agricole occupant du petite partie (7 communes) du nord du territoire du département du Lot. En 2020, l'orientation technico-économique de l'agriculture  sur la commune est la polyculture et/ou le polyélevage.
|               | 1988 | 2000 | 2010 | 2020 |
| ------------- | ---- | ---- | ---- | ---- |
| Exploitations | 42   | 32   | 29   | 23   |
| SAU (ha)      | 619  | 641  | 634  | 759  |

Le nombre d'exploitations agricoles en activité et ayant leur siège dans la commune est passé de 42 lors du recensement agricole de 1988  à 32 en 2000 puis à 29 en 2010 et enfin à 23 en 2020, soit une baisse de 45 % en 32 ans. Le même mouvement est observé à l'échelle du département qui a perdu pendant cette période 60 % de ses exploitations,. La surface agricole utilisée sur la commune est restée relativement stable, passant de 619 ha en 1988 à 759 ha en 2020. Parallèlement la surface agricole utilisée moyenne par exploitation a augmenté, passant de 15 à 33 ha.

## Culture locale et patrimoine

### Lieux et monuments
- Église Saint-Pierre-et-Saint-Paul de Pinsac. L'édifice est référencé dans la base Mérimée et à l'Inventaire général de la région Occitanie[51].
- Église Saint-Germain de Blanzaguet. L'édifice est référencé dans la base Mérimée et à l'Inventaire général de la région Occitanie[52].
- Église Saint-Hilaire du Bastit. L'édifice est référencé dans la base Mérimée et à l'Inventaire général de la région Occitanie[53].
- Ruines du château de Beauregard, incendié vers la fin du XIVe siècle[54].
- Grotte du Bourgnetou, dans laquelle se trouve une très fine gravure de renne du Magdalénien moyen[55].

### Personnalités liées à la commune
- Roger Vitrac (1899-1952), écrivain, dramaturge, né et enterré à Pinsac.
- Pascal Quignard, écrivain ; il possède une résidence à Pinsac.

#### Site de l'Insee
1. ↑  « La grille communale de densité », sur le site de l'Insee, 28 mai 2024 (consulté le 28 juin 2024).
2. 1 2  Insee, « Métadonnées de la commune de Pinsac ».
3. ↑  « Liste des communes composant l'aire d'attraction de Souillac », sur le site de l'Insee (consulté le 28 juin 2024).
4. ↑  Marie-Pierre de Bellefon, Pascal Eusebio, Jocelyn Forest, Olivier Pégaz-Blanc et Raymond Warnod (Insee), « En France, neuf personnes sur dix vivent dans l’aire d’attraction d’une ville », sur le site de l'Insee, 21 octobre 2020 (consulté le 28 juin 2024).
5. ↑  « REV T1 - Ménages fiscaux de l'année 2018 à Pinsac » (consulté le 5 février 2022).
6. ↑  « REV T1 - Ménages fiscaux de l'année 2018 dans le Lot » (consulté le 5 février 2022).
7. 1 2  « Emp T1 - Population de 15 à 64 ans par type d'activité en 2018 à Pinsac » (consulté le 5 février 2022).
8. ↑  « Emp T1 - Population de 15 à 64 ans par type d'activité en 2018 dans le Lot » (consulté le 5 février 2022).
9. ↑  « Emp T1 - Population de 15 à 64 ans par type d'activité en 2018 dans la France entière » (consulté le 5 février 2022).
10. ↑  « Base des aires d'attraction des villes 2020 », sur site de l'Insee (consulté le 10 avril 2021).
11. ↑  « Emp T5 - Emploi et activité en 2018 à Pinsac » (consulté le 5 février 2022).
12. ↑  « ACT T4 - Lieu de travail des actifs de 15 ans ou plus ayant un emploi qui résident dans la commune en 2018 » (consulté le 5 février 2022).
13. ↑  « ACT G2 - Part des moyens de transport utilisés pour se rendre au travail en 2018 » (consulté le 5 février 2022).
14. ↑  « DEN T5 - Nombre d'établissements par secteur d'activité au 31 décembre 2019 à Pinsac » (consulté le 14 février 2022).
15. ↑  « DEN T5 - Nombre d'établissements par secteur d'activité au 31 décembre 2019 dans le Lot » (consulté le 14 février 2022).

#### Autres sources
1. ↑  Carte IGN sous Géoportail
2. ↑  Wikicaves, « Barthas (Grotte du) », sur grottocenter.org le site Grottocenter, 2 mars 2014 (consulté le 16 septembre 2018).
3. 1 2  Daniel Joly, Thierry Brossard, Hervé Cardot, Jean Cavailhes, Mohamed Hilal et Pierre Wavresky, « Les types de climats en France, une construction spatiale », Cybergéo, revue européenne de géographie - European Journal of Geography, no 501,‎ 18 juin 2010 (DOI 10.4000/cybergeo.23155, lire en ligne, consulté le 14 novembre 2023)
4. ↑  « Zonages climatiques en France métropolitaine. », sur pluiesextremes.meteo.fr (consulté le 14 novembre 2023).
5. ↑  « Orthodromie entre Pinsac et Gourdon », sur fr.distance.to (consulté le 14 novembre 2023).
6. ↑  « Station Météo-France « Gourdon » (commune de Gourdon) - fiche climatologique - période 1991-2020 », sur donneespubliques.meteofrance.fr (consulté le 14 novembre 2023).
7. ↑  « Station Météo-France « Gourdon » (commune de Gourdon) - fiche de métadonnées. », sur donneespubliques.meteofrance.fr (consulté le 14 novembre 2023).
8. ↑  « Climadiag Commune : diagnostiquez les enjeux climatiques de votre collectivité. », sur meteofrance.fr, novembre 2022 (consulté le 14 novembre 2023).
9. ↑  « Les espaces protégés. », sur le site de l'INPN (consulté le 10 mai 2022).
10. ↑  « Liste des espaces protégés sur la commune », sur le site de l'inventaire national du patrimoine naturel (consulté le 2 septembre 2021).
11. ↑  « Réserve de biosphère du bassin de la Dordogne », sur mab-france.org (consulté le 2 septembre 2021).
12. ↑  « Bassin de la Dordogne - zone tampon - fiche descriptive », sur le site de l'inventaire national du patrimoine naturel (consulté le 1er septembre 2021).
13. ↑  « le « cours lotois de la Dordogne » - fiche descriptive », sur le site de l'inventaire national du patrimoine naturel (consulté le 2 septembre 2021).
14. ↑  « les « falaises lotoises (rapaces) » - fiche descriptive », sur le site de l'inventaire national du patrimoine naturel (consulté le 2 septembre 2021).
15. ↑  « l'« îlôt de Combe Negre » - fiche descriptive », sur le site de l'inventaire national du patrimoine naturel (consulté le 2 septembre 2021).
16. ↑  Réseau européen Natura 2000, Ministère de la transition écologique et solidaire
17. ↑  « Liste des zones Natura 2000 de la commune de Pinsac », sur le site de l'Inventaire national du patrimoine naturel (consulté le 2 septembre 2021).
18. ↑  « site Natura 2000 FR7300898 - fiche descriptive », sur le site de l'inventaire national du patrimoine naturel (consulté le 2 septembre 2021).
19. 1 2  « Liste des ZNIEFF de la commune de Pinsac », sur le site de l'Inventaire national du patrimoine naturel (consulté le 2 septembre 2021).
20. ↑  « ZNIEFF « la Dordogne quercynoise » - fiche descriptive », sur le site de l'inventaire national du patrimoine naturel (consulté le 1er septembre 2021).
21. ↑  « ZNIEFF le « pech et pentes forestières de Pinsac » - fiche descriptive », sur le site de l'inventaire national du patrimoine naturel (consulté le 2 septembre 2021).
22. ↑  « ZNIEFF la « vallée de la Dordogne quercynoise » - fiche descriptive », sur le site de l'inventaire national du patrimoine naturel (consulté le 1er septembre 2021).
23. ↑  « CORINE Land Cover (CLC) - Répartition des superficies en 15 postes d'occupation des sols (métropole). », sur le site des données et études statistiques du ministère de la Transition écologique. (consulté le 14 avril 2021).
24. 1 2 3  « Les risques près de chez moi - commune de Pinsac », sur Géorisques (consulté le 17 octobre 2022).
25. ↑  BRGM, « Évaluez simplement et rapidement les risques de votre bien », sur Géorisques (consulté le 13 septembre 2022).
26. ↑  DREAL Occitanie, « CIZI », sur occitanie.developpement-durable.gouv.fr (consulté le 13 septembre 2022).
27. ↑  « Dossier départemental des risques majeurs dans le Lot », sur lot.gouv.fr (consulté le 13 septembre 2022), partie 1 -  chapitre Risque inondation.
28. ↑  « Dossier départemental des risques majeurs dans le Lot », sur lot.gouv.fr (consulté le 13 septembre 2022).
29. ↑  « Dossier départemental des risques majeurs dans le Lot », sur lot.gouv.fr (consulté le 13 septembre 2022), chapitre Mouvements de terrain.
30. 1 2  « Liste des cavités souterraines localisées sur la commune de Pinsac », sur georisques.gouv.fr (consulté le 13 septembre 2022).
31. ↑  « Retrait-gonflement des argiles », sur le site de l'observatoire national des risques naturels (consulté le 13 septembre 2022).
32. ↑  « Dossier départemental des risques majeurs dans le Lot », sur lot.gouv.fr (consulté le 13 septembre 2022), chapitre Risque transport de matières dangereuses.
33. ↑  Article R214-112 du code de l’environnement
34. ↑  « barrage de Saint-Étienne-Cantalès », sur barrages-cfbr.eu (consulté le 13 septembre 2022).
35. ↑  « barrage de Bort-les-Orgues », sur barrages-cfbr.eu (consulté le 13 septembre 2022).
36. ↑  « Dossier départemental des risques majeurs dans le Lot », sur lot.gouv.fr (consulté le 13 septembre 2022), chapitre Risque rupture de barrage.
37. ↑  Gaston Bazalgues, À la découverte des noms de lieux du Quercy : Toponymie lotoise, Gourdon, Éditions de la Bouriane et du Quercy, juin 2002, 127 p. (ISBN 2-910540-16-2), p. 118.
38. ↑  « Les maires de Pinsac », sur Site francegenweb, 19 février 2011 (consulté le 25 octobre 2017).
39. ↑  Thibaut Souperbie, « Un nouveau maire à Pinsac » sur medialot.fr, 11 juillet 2017
40. ↑  L'organisation du recensement, sur insee.fr.
41. ↑  Calendrier départemental des recensements, sur insee.fr.
42. ↑  Des villages de Cassini aux communes d'aujourd'hui sur le site de l'École des hautes études en sciences sociales.
43. ↑  Fiches Insee - Populations de référence de la commune pour les années 2006, 2007, 2008, 2009, 2010, 2011, 2012, 2013, 2014, 2015, 2016, 2017, 2018, 2019, 2020, 2021 et 2022.
44. ↑  Le Lot partie Centres d'excursions p.222 - Armand Viré - Réédition de l'ouvrage de 1907 -  (ISBN 2-7455-0049-X).
45. ↑  « Entreprises à Pinsac », sur entreprises.lefigaro.fr (consulté le 14 février 2022).
46. ↑  Rapport de présentation du P.L.U., Commune de Pinsac p. 49 - 2011.
47. ↑  « Les régions agricoles (RA), petites régions agricoles(PRA) - Année de référence : 2017 », sur agreste.agriculture.gouv.fr (consulté le 14 février 2022).
48. ↑  Présentation des premiers résultats du recensement agricole 2020, Ministère de l’agriculture et de l’alimentation, 10 décembre 2021
49. 1 2  « Fiche de recensement agricole - Exploitations ayant leur siège dans la commune de Pinsac - Données générales », sur recensement-agricole.agriculture.gouv.fr (consulté le 14 février 2022).
50. ↑  « Fiche de recensement agricole - Exploitations ayant leur siège dans le département du Lot » (consulté le 14 février 2022).
51. ↑  « Église paroissiale Saint-Pierre-Saint-Paul », sur pop.culture.gouv.fr (consulté le 8 juin 2021).
52. ↑  « Église paroissiale Saint-Germain », sur pop.culture.gouv.fr (consulté le 8 juin 2021).
53. ↑  « Église paroissiale Saint-Hilaire », sur pop.culture.gouv.fr (consulté le 8 juin 2021).
54. ↑  La paroisse de Saint-Hilaire du Bastit. Commune de Pinsac. Article de Guy Maynard, sur le site quercy.net.
55. ↑  M. Lorblanchet, « Nouvelles figures pariétales paléolithiques en Quercy », Bulletin de la Société préhistorique française, vol. 68,‎ 1971, p. 293–310 (DOI 10.3406/bspf.1971.4273, lire en ligne, consulté le 29 février 2016).